# 塔尔德尔昆德
塔尔德尔昆德，是西班牙卡斯蒂利亚-莱昂索里亚省的一个市镇。总面积64平方公里，总人口611人（2001年），人口密度10人/平方公里。